# Перейра де Жезус, Пабло Фелипе
Пабло Фелипе Перейра де Жезус (порт. Pablo Felipe Pereira de Jesus, также известный как Пабло (порт. Pablo); родился 2 января 2004 года, Брага, Португалия) — бразильско-португальский футболист, нападающий клуба «Фамаликан».

## Карьера
Пабло — воспитанник «Фамаликана». Свой первый матч за клуб провёл против футбольного клуба «Эшторил-Прая» в кубке Португальской лиги. В чемпионате дебютировал в 1-м туре против «Пасуш де Феррейры».

## Личная жизнь
Пабло — сын Пены, бывшего бразильского футболиста «Порту» и «Браги», лучшего бомбардира чемпионата Португалии в сезоне 2000/01.